# Аргоев
Аргоев (фр. Argoeuves) насеље је и општина у североисточној Француској у региону Пикардија, у департману Сома која припада префектури Амјен.
По подацима из 2011. године у општини је живело 528 становника, а густина насељености је износила 51,71 становника/km². Општина се простире на површини од 10,21 km². Налази се на средњој надморској висини од 17 метара (максималној 74 m, а минималној 12 m).

## Демографија
| 1962. | 1968. | 1975. | 1982. | 1990. | 1999. | 2011. |
| ----- | ----- | ----- | ----- | ----- | ----- | ----- |
| 415   | 498   | 524   | 592   | 561   | 543   | 528   |

График промене броја становника у току последњих година